# Ñusta Huillac
Ñusta Huillac, även känd som La Tirana, var en Inka-upprorsledare. Hon ledde ett uppror mot spanjorerna i Chile 1780. 
Ñusta Huillac tillhörde stammen Kolla. Efter sin fars död, fördes hon med en grupp Inkafolket till Chile för att arbeta i silvergruvorna i Huantajaya. Hon ledde sedan denna grupp i uppror mot spanjorerna. Av Inkafolket fick hon tillnamnet Ñusta, vilket var titeln för en inkaprinsessa, medan spanjorerna kallade henne La Tirana (Tyrannen) för hennes grymma behandling av fångar. En incident då hon sa ha förälskat sig i en av sina fångar, Vasco de Almeida, och bett de övriga om nåd för honom, är välkänd.